# Ложнопортальный дольмен
Ложнопортальный дольмен — дольмен (чаще корытообразный), имеющий имитацию портала плиточного дольмена, очень часто — с имитацией вставленной дольменной пробки, вытесанной в материале портала. Появились, скорее всего, на временном отрезке упадка дольменной культуры, как наивная попытка скрыть истинный вход в дольмен от грабителей. Культового значения эта имитация, как доказано, не имела — со стороны внутренней камеры дольменов на внутренней стене напротив имитации пробки никогда имитация её не делалась.

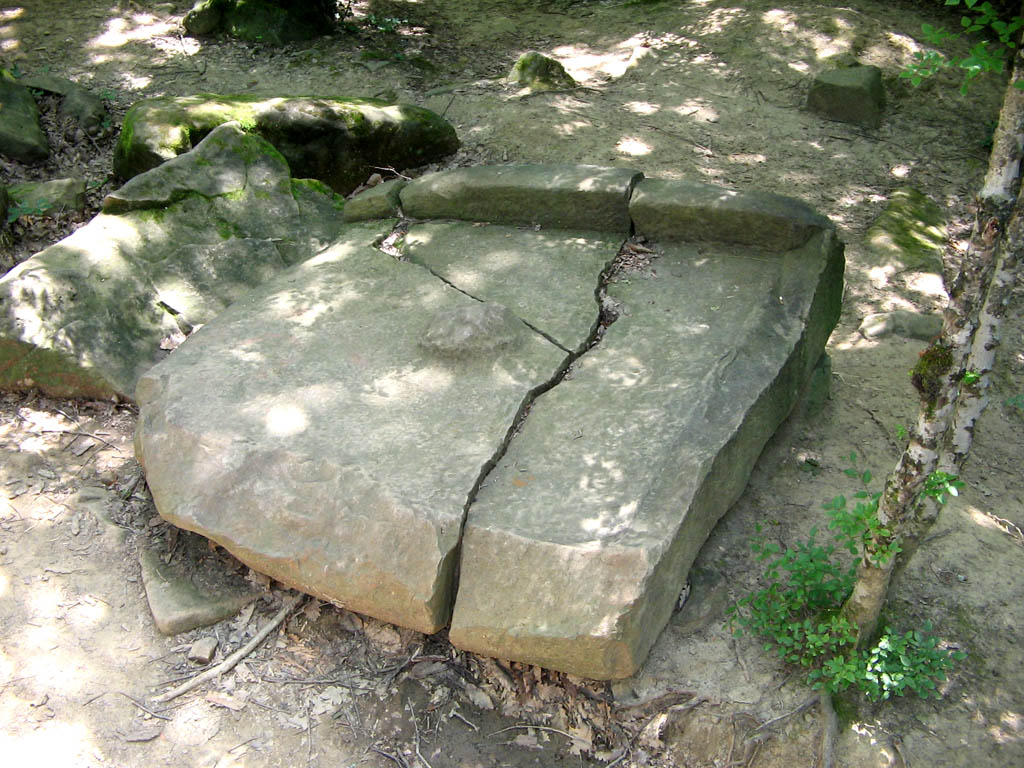
Плита фронтона ложнопортального дольмена с имитацией вставленной пробки посередине.

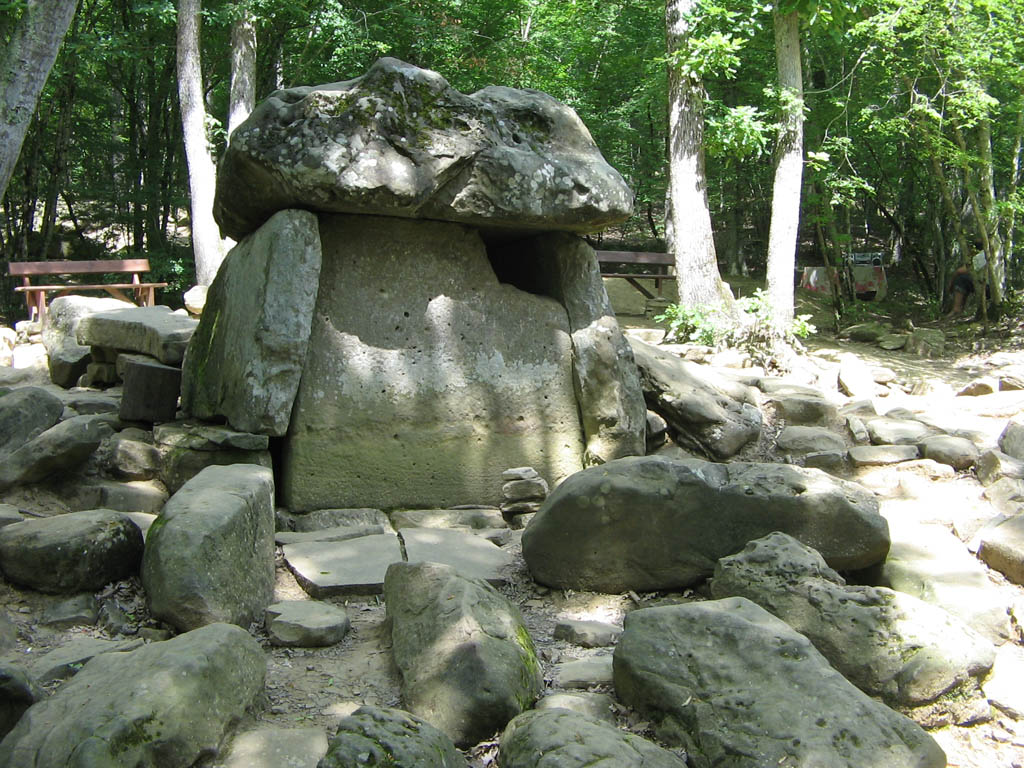
Ложнопортальный составной дольмен.

Строго говоря, ложнопортальным можно назвать любой дольмен, который имеет одно из следующих отклонений от канона: входное отверстие на меньшей из двух трапецеидальных плит а не на большей, имитацию вставленной пробки на любой из плит дольмена, отверстие, направленное в сторону вершины горы (а не наоборот и не в сторону источника воды, как обычно). Ложнопортальным также является дольмен с отверстием в боковой плите. Дольмены с двумя отверстиями встречаются очень редко и к ложнопортальным не относятся (все известные - имеют хотя бы 1 отверстие на плите фронтона). 